# Eivor Wallin
Eivor Linnea Wallin, född 16 oktober 1904 i Västlands församling, Uppsala län, död 1 april 2003 i Skutskärs församling, Uppsala län, var en svensk politiker (socialdemokrat).
Wallin tillhörde från 1950 riksdagens andra kammare där hon representerade socialdemokraterna i Uppsala läns valkrets.
Hon var i mars 1933 med och bildade Skutskärs socialdemokratiska kvinnoklubb, och valdes till dess första ordförande.